# Josep Fusté Noguera
Josep Fusté Noguera   (Barcelona, 8 de novembre de 1902 - Barcelona, 16 de maig de 1992) fou un dirigent esportiu català de la dècada de 1960.
Fou president del RCD Espanyol en dues etapes (1963-67 i 1969-70). Entre ambdues etapes en fou president Joan Vilà Reyes. Formà part de les juntes directives de Victorià Oliveras de la Riva i Cesáreo Castilla. Agafà el club a Segona Divisió, assolint l'objectiu de tornar a Primera. En la segona etapa tornà a agafar el club a Segona, tornant a pujar-lo a Primera.